# A Toot and a Snore in '74
A Toot and a Snore in '74 è un album bootleg contenente la prima ed unica session che vide suonare di nuovo insieme John Lennon e Paul McCartney dopo lo scioglimento dei Beatles.

## Il disco
La registrazione risale al 28 marzo 1974 ed è stata effettuata nei Burbank Studios di Los Angeles.
Oltre a John Lennon e Paul McCartney sono presenti Linda McCartney, May Pang, Stevie Wonder, Harry Nilsson, Jesse Ed Davis e Bobby Keys.
Il primo a menzionare l'esistenza delle registrazioni fu lo stesso John Lennon durante un'intervista del 1975, ulteriori dettagli vennero a galla nel libro di May Pang uscito nel 1983, Loving John; McCartney ne parlò in un'intervista del 1997.

### Registrazione
Lennon stava producendo il nuovo disco di Harry Nilsson, Pussy Cats, quando Paul e Linda McCartney arrivarono ai Burbank Studios, il 28 marzo 1974, e si unirono alle sedute di registrazione. A loro si aggiunsero poi Stevie Wonder, Jesse Ed Davis e altri, per una jam musicale improvvisata in studio.
Lennon era nel suo periodo "lost weekend", si era separato da Yōko Ono e viveva a Los Angeles con l'amante/segretaria May Pang.
Nel corso della seduta, Lennon sembra sotto l'effetto di cocaina; si può sentirlo mentre ne offre una striscia a Wonder durante la prima traccia e alla quinta, mentre chiede a qualcuno di fargli fare una tirata. Questa è l'origine del nome dell'album, infatti è chiaramente udibile John Lennon che chiede: «You wanna snort, Steve? A toot? It's goin' round» ("Vuoi farti una sniffata, Steve? Un tiro? La roba è in giro"). In più, Lennon sembra avere problemi con il microfono e con le cuffie.
Secondo quanto afferma il biografo Christopher Sandford nel suo libro del 2006 McCartney, il tempo sembrò fermarsi quando Paul entrò, tutti rimasero completamente immobili e in silenzio fino a quando Lennon disse: «Il valente Paul McCartney, presumo?», McCartney rispose: «Sir Jasper Lennon, suppongo?» ("Valiant Paul" e "Sir Jasper" erano stati personaggi interpretati dai due durante uno show natalizio in TV negli anni della beatlemania). McCartney gli porse la mano, Lennon gliela strinse e l'atmosfera generale andò sciogliendosi, divenendo abbastanza cordiale ma non particolarmente affiatata, almeno all'inizio.
Lennon canta e suona la chitarra, mentre McCartney si occupa delle armonie vocali e suona la batteria. Stevie Wonder canta e suona il pianoforte elettrico, Linda McCartney suona l'organo, May Pang il tamburello, Harry Nilsson canta, Jesse Ed Davis è alla chitarra elettrica, il produttore Ed Freeman si arrangia al basso e Bobby Keyes suona il sassofono.

## Tracce
1. A Toot and a Snore - 0:27
2. Bluesy Jam - 2:33
3. Studio Talk - 2:40
4. Lucille - 5:59
5. Nightmares 2
  - La band suona Sleep Walk, hit strumentale di Santo & Johnny del 1959.
6. Stand by Me - 2:18
  - Traccia vocale dove Lennon si lamenta del suono che sente in cuffia e afferma che era migliore solo mezz'ora prima.
7. Stand by Me - 3:41
  - Lennon si lamenta ancora del suono, dice che era migliore due ore prima.
8. Stand by Me - 6:04
  - A causa delle lamentele di Lennon, i tecnici di studio hanno cambiato i livelli dei microfoni (invece delle cuffie dei musicisti), e come risultato la maggior parte del cantato principale di Lennon non si sente più.
9. Medley - 3:10
Cupid
Chain Gang
Take This Hammer

## Formazione
- John Lennon – voce, chitarra
- Harry Nilsson – voce
- Jesse Ed Davis – chitarra
- Linda McCartney – organo
- Stevie Wonder – pianoforte elettrico, voce
- Bobby Keys – sassofono
- Ed Freeman – basso
- Paul McCartney – batteria, voce
- May Pang – tamburello